# Comuna Ilișești, Suceava
Ilișești (în germană Illischestie) este o comună în județul Suceava, Bucovina, România, formată din satele Brașca și Ilișești (reședința). Ea se află situată de-a lungul DN 17, între orașele Suceava (20 km) și Gura Humorului (18 km).
În acest sat s-a născut Simeon Florea Marian (1847-1907), renumit folclorist și etnograf român.

## Istoric
În anul 1930, populația satului Ilișești (care era și reședință a Plasei Ilișești din județul Suceava) era de 4.228 locuitori, dintre care 2.030 români (48,01%), 2.001 germani (47,32%), 130 evrei (3,07%), 44 țigani, 7 armeni, 7 cehi și slovaci, 4 ruteni, 3 polonezi, 1 rus și 1 de alt neam.  După religie, locuitorii satului erau grupați astfel: 2.066 ortodocși (48,86%), 1.868 evanghelici (luterani) (44,18%), 151 romano-catolici (3,57%), 131 mozaici (3,09%), 7 armeni, 4 adventiști și 1 greco-catolic. 
O parte însemnată a germanilor bucovineni au emigrat în Germania în perioada celui de-al Doilea Război Mondial, în cadrul planului autorităților germane de a-i aduce în patrie (Heim ins Reich) pe germanii din sud-estul Europei. Cu acea ocazie, Erast Tarangul a menționat un gest simbolic al germanilor bucovineni, care pune în valoare climatul de toleranță din Bucovina interbelică. Astfel, Erast Tarangul arată că:
„În anul 1940 s-a organizat repatrierea (Umsiedlung) nemților din Bucovina. În baza unei convenții dintre statul român și cel german, o comisie mixtă româno-germană a făcut inventarierea bunurilor lăsate de germanii repatriați. Aceste bunuri au fost preluate de statul român, care a achitat statului german contravaloarea lor în cereale și petrol, urmând ca statul german să-i despăgubească pe nemții repatriați. În comuna Ilișești, situată la 18 kilometri depărtare de Suceava, o comună mare cu gospodării frumoase, locuită jumătate de români și jumătate de germani coloniști șvabi, aceștia n-au trecut la inventarul bunurilor predate statului român biserica, clădirea școlii, casa parohială și o frumoasă casă de cultură cu un etaj, ci le-au donat pe toate comunei Ilișești și locuitorilor ei români, arătând că mai bine de un secol șvabii din Ilișești au conviețuit cu românii din comună în pace și bună vecinătate și că doresc ca aceste bunuri să rămână acestora ca o frumoasă amintire”.

## Demografie
Componența etnică a comunei Ilișești
     Români (87,39%)
     Romi (4,44%)
     Alte etnii (8,17%)
Componența confesională a comunei Ilișești
     Ortodocși (74,85%)
     Penticostali (11,76%)
     Adventiști (2,96%)
     Alte religii (2,22%)
     Necunoscută (8,21%)
Conform recensământului efectuat în 2021, populația comunei Ilișești se ridică la 2.839 de locuitori, în creștere față de recensământul anterior din 2011, când fuseseră înregistrați 2.761 de locuitori. Majoritatea locuitorilor sunt români (87,39%), cu o minoritate de romi (4,44%). Din punct de vedere confesional, majoritatea locuitorilor sunt ortodocși (74,85%), cu minorități de penticostali (11,76%) și adventiști (2,96%), iar pentru 8,21% nu se cunoaște apartenența confesională.

## Politică și administrație
Comuna Ilișești este administrată de un primar și un consiliu local compus din 11 consilieri. Primarul, Ilie Nițan[*], de la Partidul Social Democrat, este în funcție din 1 noiembrie 2024. Începând cu alegerile locale din 2024, consiliul local are următoarea componență pe partide politice:
|  | Partid                          | Consilieri | Componența Consiliului | Componența Consiliului | Componența Consiliului | Componența Consiliului | Componența Consiliului |
|  | ------------------------------- | ---------- | ---------------------- | ---------------------- | ---------------------- | ---------------------- | ---------------------- |
|  | Partidul Social Democrat        | 5          |                        |                        |                        |                        |                        |
|  | Partidul Național Liberal       | 4          |                        |                        |                        |                        |                        |
|  | Alianța pentru Unirea Românilor | 2          |                        |                        |                        |                        |                        |

## Recensământul din 1930
Componența etnică a comunei Ilișești
     Români (48%)
     Germani (47,35%)
     Evrei (3,1%)
     Altă etnie (1,55%)
Componența confesională a comunei Ilișești
     Ortodocși (48,87%)
     Romano-catolici (3,56%)
     Mozaici (3,12%)
     Evanghelici\Luterani (44,2%)
     Altă religie (0,25%)
Conform recensământului efectuat în 1930, populația comunei Ilișești se ridica la 4228 locuitori. Majoritatea locuitorilor erau români (48,0%), cu o minoritate de germani (47,35%) și una de evrei (3,10%). Alte persoane s-au declarat: ruteni (4 persoane), polonezi (3 persoane), ruși (1 persoană), cehi\slovaci (7 persoane) și armeni (7 persoane). Din punct de vedere confesional, majoritatea locuitorilor erau ortodocși (48,87%), dar existau și romano-catolici (3,56%), mozaici (3,12%) și evanghelici\luterani (44,2%) . Alte persoane au declarat: greco-catolici (1 persoană), armeno-gregorieni (7 persoane) și adventiști (7 persoane).

## Personalități
- Simeon Florea Marian (1847-1907) - folclorist, etnograf, preot, membru titular al Academiei Române
- Dumitru Rusu (n. 1938) - pictor, membru al Uniunii Artiștilor Plastici din România

## Obiective turistice
- Biserica "Adormirea Maicii Domnului" (veche) din Ilișești - biserică-monument istoric ctitorită între anii 1709-1714 de marele medelnicer Ionașcu Isăcescu; a fost biserică a Mănăstirii Ilișești, desființată de austrieci în 1783.
- Biserica "Adormirea Maicii Domnului" (nouă) din Ilișești - construită în 1901 ca biserică evanghelică (luterană); în prezent este folosită de comunitatea ortodoxă din localitate
- Biserica Sfânta Elisabeta din Ilișești - biserică romano-catolică construită în 1895 de comunitatea germană din localitate

## Imagini

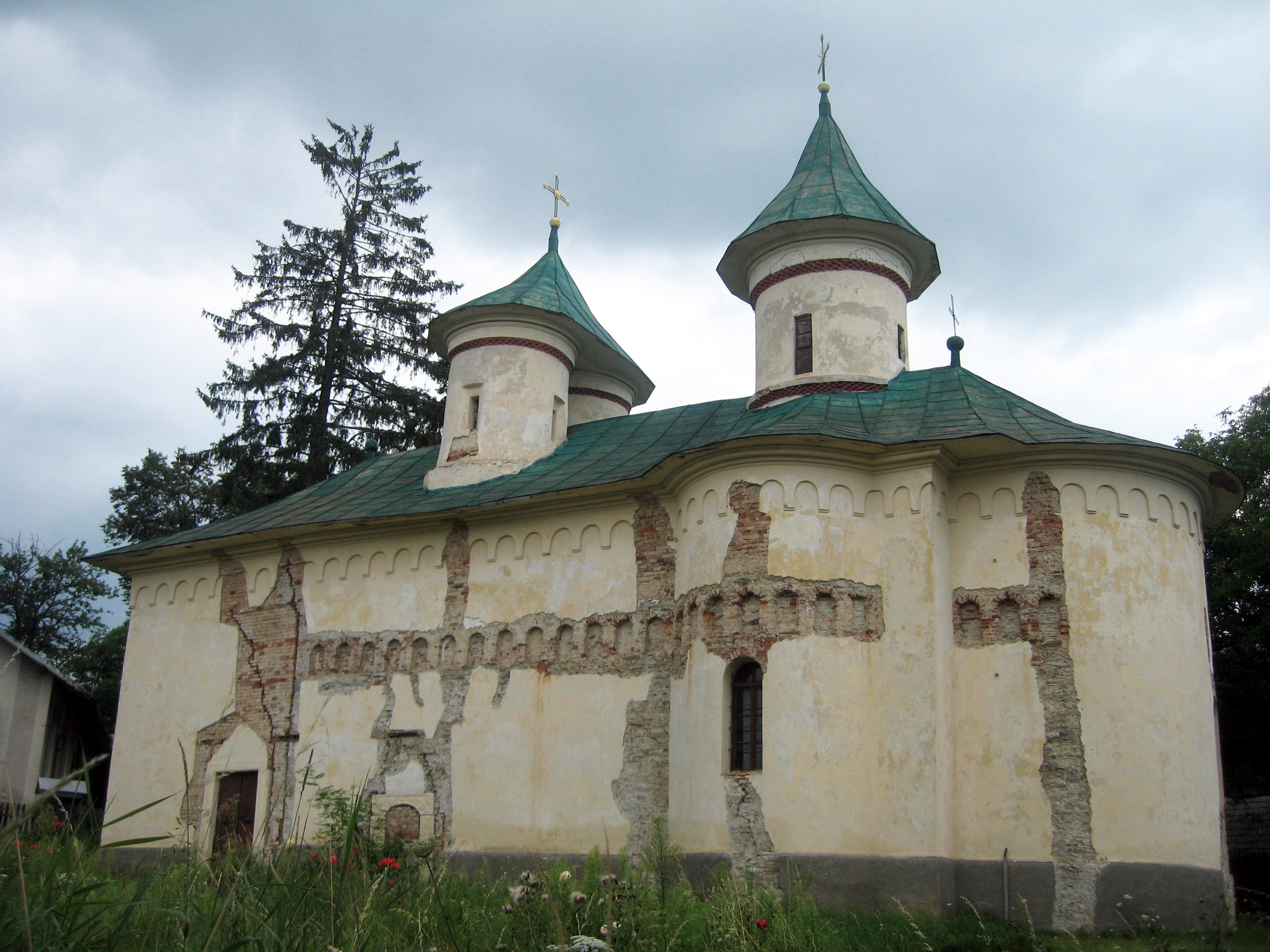
Biserica fostei mănăstiri din Ilişeşti (1714)
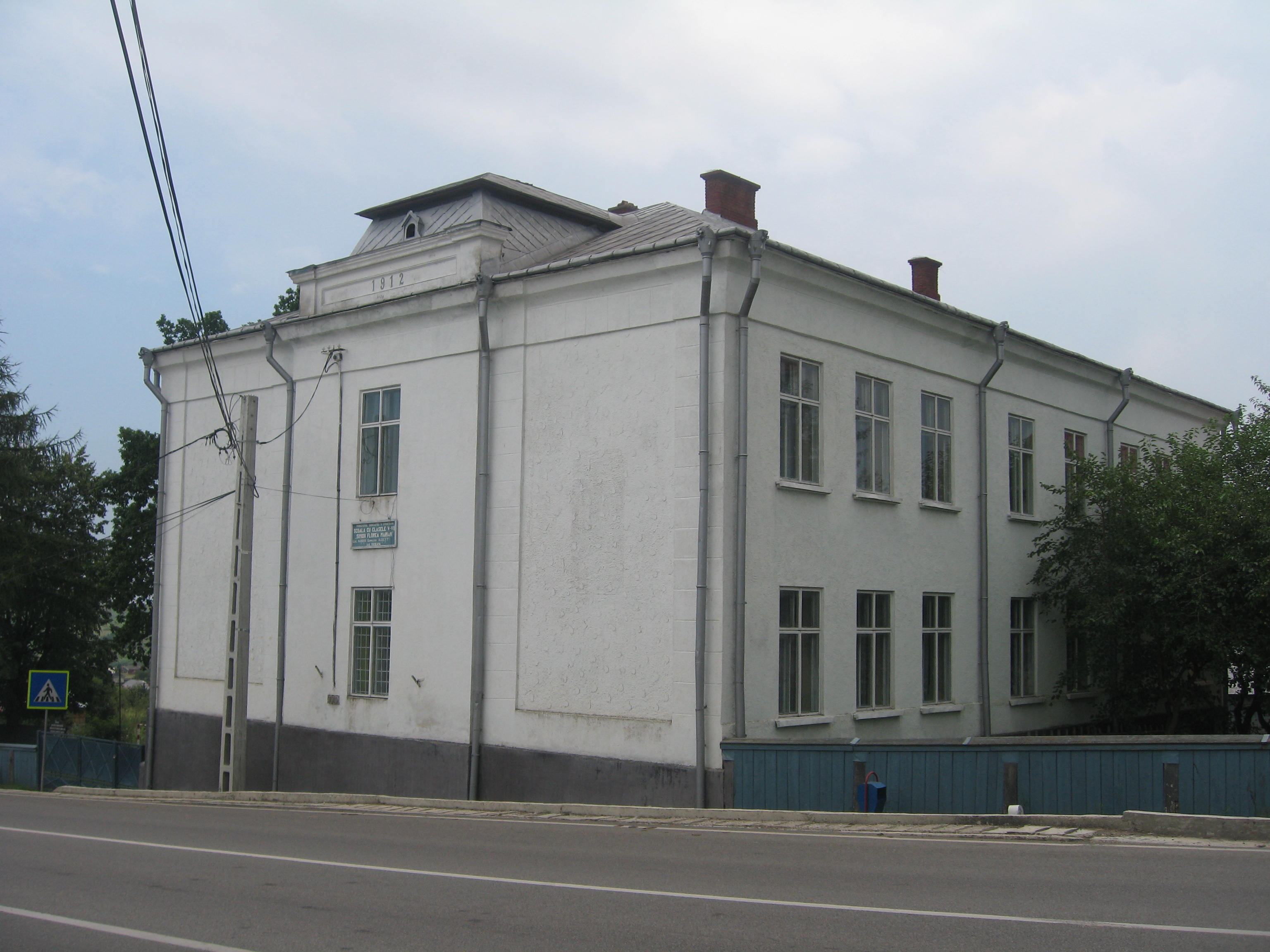
Şcoala din Ilişeşti
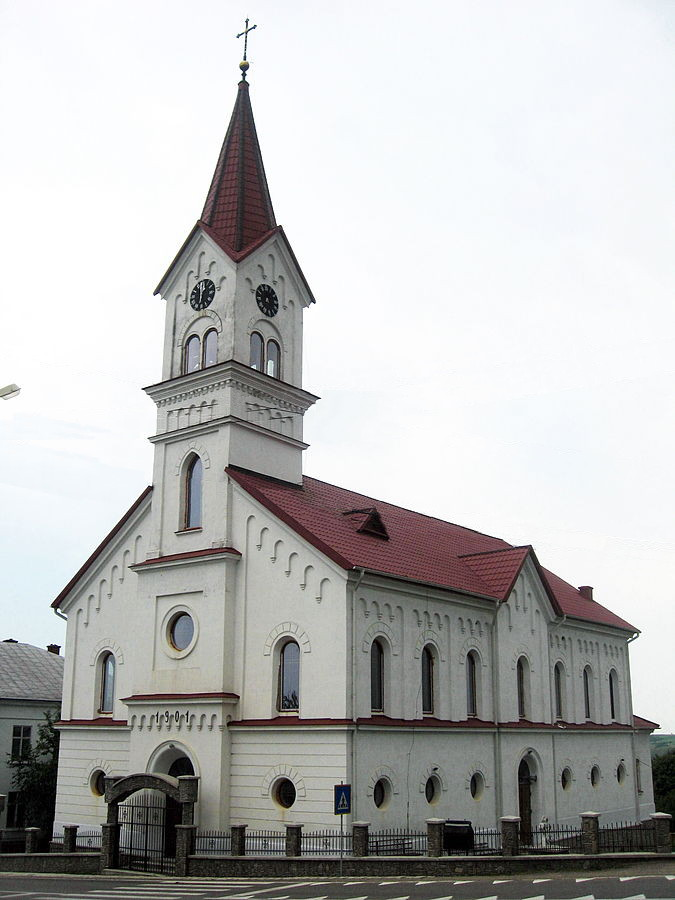
Biserica "Adormirea Maicii Domnului" din Ilişeşti (1901), fostă biserică evanghelică
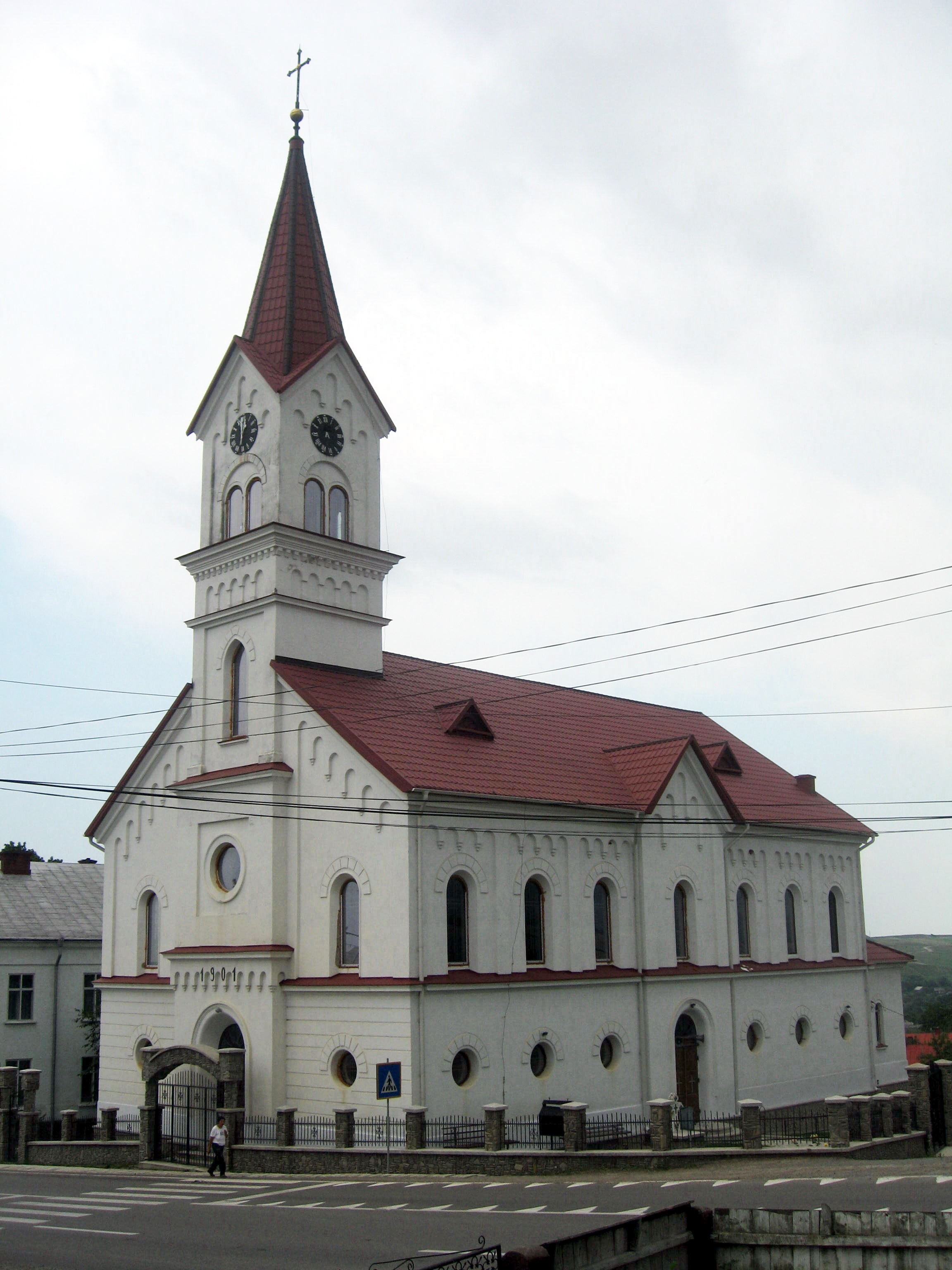
Biserica "Adormirea Maicii Domnului" din Ilişeşti (1901), fostă biserică evanghelică